# (3451) Mentor
(3451) Mentor ist ein Asteroid aus der Gruppe der Jupiter-Trojaner. Damit werden Asteroiden bezeichnet, die auf den Lagrange-Punkten auf der Bahn des Jupiter um die Sonne laufen. (3451) Mentor wurde am 19. April 1984 von Antonín Mrkos entdeckt. Er ist dem Lagrangepunkt L5 zugeordnet.
Der Asteroid wurde nach der mythologischen griechischen Figur Mentor benannt.